# 昆明恒隆廣場
昆明恒隆广场（英文：Spring City 66）是中华人民共和国云南省昆明市在建的一个大型城市综合体，由两座高度分别为349（1,145.0英尺）和250（820.2英尺）的摩天大楼和一个商业中心组成。工程于2013年动工，2018年封顶，预计2019年建成。昆明恒隆广场是恒隆集团在中国大陆投资打造的第九个项目，也是在大陆地区投资规模第二大的城市综合体项目。主楼高度在目前昆明在建高楼中排名第二。